# وادي ميعر
قرية وادي ميعر هي إحدى القرى التابعة لمركز الطور في محافظة جنوب سيناء في جمهورية مصر العربية. حسب إحصاءات سنة 2018، بلغ إجمالي السكان في وادي ميعر 352 نسمة، منهم 180 رجل و 172 إمرأة.